# Mistrzostwa Azji w Rugby 7 Kobiet 2002
Mistrzostwa Azji w Rugby 7 Kobiet 2002 – trzecie mistrzostwa Azji w rugby 7 kobiet, oficjalne międzynarodowe zawody rugby 7 o randze mistrzostw kontynentu organizowane przez ARFU mające na celu wyłonienie najlepszej żeńskiej reprezentacji narodowej w tej dyscyplinie sportu w Azji, które odbyły się w dniach 21–23 marca 2002 roku na Hong Kong Stadium.
Zawody odbyły się w ramach turnieju Hong Kong Women's Sevens rozgrywanego razem z Hong Kong Sevens 2002. Mistrzem Azji został Kazachstan, który w finale zawodów pokonał 55–0 reprezentację Hongkongu.
Obsada tego turnieju była mniej liczna niż w latach ubiegłych z powodu przygotowań niektórych reprezentacji do zaplanowanego w Hiszpanii Pucharu Świata 2002. Prócz sześciu azjatyckich drużyn walczących jednocześnie o mistrzostwo kontynentu przybyły zespoły USA i Nowej Zelandii, a podział na grupy nastąpił 6 marca 2002 roku.
- Grupa A
  -  Nowa Zelandia
  -  Hongkong
  -  Tajlandia
  - Zatoka Perska
- Grupa B
  -  Stany Zjednoczone
  -  Chiny
  -  Japonia
  -  Kazachstan